# Имитатор (фильм, 1995)
«Имита́тор» (англ. Copycat) — американский психологический триллер 1995 года режиссёра Джона Эмиела с Сигурни Уивер, Холли Хантер и Дермотом Малруни в главных ролях. Музыку написал Кристофер Янг. Фильм рассказывает историю психолога-криминалиста и детектива по расследованию убийств, которые должны объединить усилия, чтобы найти серийного убийцу, совершающего преступления, подражающие известным убийцам.
Основные съёмки начались 3 октября 1994 года в районе залива Сан-Франциско. Фильм был выпущен в кинотеатры компанией Warner Bros. 27 октября 1995 года. Фильм имел умеренный кассовый успех и получил положительные отзывы за игру главных героев, сценарий и режиссуру. Он оказался очень успешным на рынке видеопроката, став 11-м по количеству прокатываемых фильмов в США в 1996 году.

## Сюжет
После гостевой лекции по криминальной психологии в местном университете доктор Хелен Хадсон, уважаемый эксперт по серийным убийцам, оказывается загнанной в угол в туалете лекционного зала одним из своих предыдущих подопечных, Дэррилом Ли Калэмом, сбежавшим из тюрьмы. Он убивает полицейского и жестоко нападает на Хелен. Другой полицейский обезвреживает Каллума, и его возвращают в тюрьму. После нападения у Хадсон развивается тяжёлая агорафобия, она запирается в дорогой высокотехнологичной квартире, проводя всю свою жизнь за экраном компьютера, и ей помогает друг Энди.
Когда волна убийств сеет страх и панику по Сан-Франциско, детектив отдела убийств Эм Джей Монахан и её напарник Рубен Гётц обращаются за помощью к Хелен. Поначалу нерешительная Хелен вскоре оказывается втянутой в игру ума извращённого преступника. По мере того, как убийства продолжаются, Хелен понимает, что неуловимый нападавший черпает вдохновение в печально известных серийных убийцах, включая Альберта Де Сальво, «Хиллсайдского душителя», Дэвида Берковица, Джеффри Дамера и Теда Банди. Когда убийца начинает связываться с Хелен и даже преследовать её, она и Эм Джей понимают, что он охотится за ними; тогда они заручаются помощью Калэма, который говорит, что знает об убийце.
Вскоре Хелен понимает, что подражатель-убийца следовал списку серийных убийц в том же порядке, в котором она представила их на своей университетской лекции в ночь нападения. Вдвоём они пытаются выяснить, где и когда он нанесет следующий удар. В полицейском участке инспектор Николетти кладёт пистолет в ящик стола, но забывает его запереть, позволяя подозреваемому выхватить его и взять Рубена в заложники. Подозреваемый пытается уйти, но Эм Джей стреляет ему в правое плечо, но тут же вскакивает, стреляет и убивает Рубена левой рукой. Эм Джей вынуждена продолжать поиски серийного убийцы в одиночку.
После того, как Энди убивают способом, напоминающим убийство Джеффри Дамера, Эм Джей приходит к выводу, что убийца — Питер Фоули, который переписывался с Калэмом. После неудачной попытки схватить его в его доме, Эм Джей добирается до дома Хелен. Эм Джей обнаруживает, что Питер похитил Хелен и оставил видео с просьбой к Эм Джей угадать, куда он её увёз. Эм Джей возвращается туда, где Калэм ранее пытался её убить — в туалет лекционного зала. Прибыв, Эм Джей находит Хелен связанной, повешенной и с кляпом во рту, как и Калэм ранее. Фоли устраивает засаду на Эм Джей, лишая её сознания.
Пока Фоули готовится убить Эм Джей, Хелен пытается сорвать инсценировку преступления Фоули, повесившись. Фоули в панике ранит Хелен, что позволяет ей сбежать на крышу здания. Её охватывает агорафобия, и Хелен оказывается загнанной в угол. Смирившись со своей судьбой, она поворачивается к Фоули. Однако, когда он уже готов убить её, появляется Эм Джей и стреляет в него, давая ему последний шанс сдаться. Когда он направляет на неё пистолет, она стреляет ему в голову, убивая его.
Некоторое время спустя Калэм пишет другому серийному убийце, давая ему инструкции, как убить Хелен, и раскрывая, что всё это время помогал Фоули.

## В ролях
- Сигурни Уивер — Хелен Хадсон
- Холли Хантер — Эм Джей Монахан
- Дермот Малруни — Рубен Гётц
- Гарри Конник-младший — Дэррил Ли Калэм
- Уильям Макнамара — Питер Фоули

## Интересные факты
- Разница в росте Холли Хантер и Сигурни Уивер составляет почти 30 см. Из-за этого на протяжении всего фильма в сценах, где задействованы обе актрисы, одна из них либо сидит, либо стоит в другой части комнаты.
- Музыка из фильма была впоследствии использована в триллере режиссёра Джима Джилеспи «Я знаю, что вы сделали прошлым летом» (1997) с Дженнифер Лав Хьюитт в главной роли.